# Bitmap Distribution Format
Bitmap Distribution Format (BDF) — созданный компанией Adobe формат файлов для хранения растровых шрифтов. Содержимое файла представлено в текстовом виде, удобочитаемом как для человека, так и для компьютера. Обычно BDF используется в UNIX-средах.

## Введение
Последняя версия формата — 2.2. Новых версий не ожидается.
Консорциум X Windows принял BDF 2.1 как стандарт шрифтов для системы X Windows, но сейчас движется в сторону других стандартов.
BDF-файл содержит 3 секции:
- Глобальная секция, применяемая ко всем глифам шрифта
- Секция глифов
- Инструкция ENDFONT

## Ключевые слова
| Ключевые слова и параметры          | Описание |
| ----------------------------------- | --- |
| Глобальная секция                   | |
| STARTFONT number                    | Определяет версию BDF-файла. number — версия (например 2.1). |
| COMMENT string                      | Строка комментария. Допускается более одного комментария. Такие строки будут игнорироваться обработчиком файла.                                                                     |
| CONTENTVERSION integer              | Необязательное ключевое слово, задает версию шрифта |
| FONT string                         | Задает имя шрифта |
| SIZE PointSize Xres Yres            | |
| FONTBOUNDINGBOX FBBx FBBy Xoff Yoff | FBBx, FBBy — ширина и высота шрифта соответственно. Xoff, Yoff — смещение нижнего левого угла шрифта по оси X и Y соответственно относительно начала координат.                     |
| METRICSSET integer                  | |
| STARTPROPERTIES n                   | Необязательное ключевое слово задает начало списка свойств. На каждое свойство приходится по строке. Всего n строк.                                                                 |
| ENDPROPERTIES                       | Необязательное ключевое слово задает конец списка свойств. Используется в паре со STARTPROPERTIES.                                                                                  |
| Секция глифов                       | |
| CHARS nglyphs                       | nglyphs — количество глифов в секции глифов |
| STARTCHAR string                    | string — имя глифа |
| ENCODING integer (integer)          | Код и альтернативный код глифа (в скобках) |
| SWIDTH swx0 swy0                    | |
| DWIDTH dwx0 dwy0                    | |
| SWIDTH1 swx1 swy1                   | |
| DWIDTH1 dwx1 dwy1                   | |
| VVECTOR xoff yoff                   | |
| BBX BBw BBh BBxoff0x BByoff0y       | Размеры и положение глифа в пикселях BBw — ширина глифа BBh — высота глифа BBxoff0x и BByoff0y — смещение нижнего левого угла глифа по оси X и Y соответственно от начала координат |
| BITMAP <hex data>                   | Битовая карта |
| ENDCHAR                             | Конец описание глифа |
| ENDFONT                             | Конец описания шрифта |

## Пример
Этот пример шрифта содержит один глиф — заглавный ASCII-символ «A». Символ взят из GNU Unifont.
```
STARTFONT 2.1
FONT -gnu-unifont-medium-r-normal--16-160-75-75-c-80-iso10646-1
SIZE 16 75 75
FONTBOUNDINGBOX 16 16 0 -2
STARTPROPERTIES 2
FONT_ASCENT 14
FONT_DESCENT 2
ENDPROPERTIES
CHARS 1
STARTCHAR U+0041
ENCODING 65
SWIDTH 500 0
DWIDTH 8 0
BBX 8 16 0 -2
BITMAP
00
00
00
00
18
24
24
42
42
7E
42
42
42
42
00
00
ENDCHAR
ENDFONT

```